# Bodianus anthioides
Bodianus anthioides (Bennett, 1832) è un pesce d'acqua salata appartenente alla famiglia Labridae. Ha un aspetto molto particolare rispetto ai congeneri e la revisione di Gomon del 2006 lo pone in un sottogenere monospecifico, Euhypsocara.

## Etimologia
L'epiteto specifico anthioides si riferisce alla somiglianza con le specie del genere di serranidi Anthias.

## Descrizione
Il corpo è compresso lateralmente, non allungato; la testa non presenta il profilo appuntito tipico del genere Bodianus, caratteristica che questa specie ha in comune solo con i maschi adulti di Bodianus macrognathos. Non è confondibile con altre specie del suo genere.
La colorazione cambia poco con la crescita. La parte anteriore del corpo è marrone, come le pinne pelviche, i primi raggi della pinna dorsale e il primo e l'ultimo della pinna caudale, che sono filamentosi anche nei giovani. La metà posteriore, invece, è bianca a macchie marroni. La lunghezza massima registrata è di 24 cm.

## Distribuzione e habitat
È una specie Indo-Pacifica. Il limite nord del suo areale è Okinawa e il limite sud sono le isole Australi nella Polinesia Francese. È diffuso anche nel mar Rosso e lungo le coste dell'Africa orientale. Vive fino a 60 m di profondità in zone ricche di coralli neri e alcionacei; i giovani vivono più vicini alla superficie degli adulti.

## Biologia

### Comportamento
Solitamente solitario, ma può formare coppie.

### Alimentazione
Gli adulti si nutrono di pesci ed invertebrati bentonici tra cui echinodermi, crostacei e molluschi. I giovani si occupano della pulizia di altri pesci.

### Riproduzione
Non ci sono cure verso le uova.

## Conservazione
È una specie che non è ancora particolarmente comune negli acquari anche perché costosa, ma la cattura per l'acquariofilia potrebbe rappresentare una minaccia. Viene comunque classificato come "a rischio minimo" (LC) dalla lista rossa IUCN.